# Anri Egutidze
Anri Egutidze (* 1. März 1996 in Georgien) ist ein portugiesischer Judoka. Er gewann eine Bronzemedaille bei den Weltmeisterschaften 2021.

## Sportliche Karriere
Anti Egutidze tritt seit 2014 im Halbmittelgewicht an, der Gewichtsklasse bis 81 Kilogramm. 2016 war er Zweiter der Junioreneuropameisterschaften.
2018 unterlag er im Viertelfinale der Europameisterschaften in Baku dem Italiener Antonio Esposito. Nach einem Sieg in der Hoffnungsrunde unterlag er im Kampf um eine Bronzemedaille dem Russen Aslan Lappinagow. Kurz darauf gewann Egutidze eine Bronzemedaille bei den Mittelmeerspielen in Tarragona. 2019 schied er im Achtelfinale der Europameisterschaften in Minsk gegen den Georgier Luka Maisuradse aus.
2020 gewann Egutidze seinen bis dahin einzigen portugiesischen Meistertitel. 2021 siegte er im Viertelfinale der Europameisterschaften in Lissabon gegen den Israeli Sagi Muki. Im Halbfinale verlor er gegen den Türken Vedat Albayrak und anschließend unterlag er im Kampf um Bronze dem Italiener Christian Parlati. Anderthalb Monate später fanden in Budapest die Weltmeisterschaften 2021 statt. Nach einer Viertelfinalniederlage gegen den Niederländer Frank de Wit bezwang Egutidze den Belgier Sami Chouchi in der Hoffnungsrunde und den Usbeken Sharofiddin Boltaboyev im Kampf um eine Bronzemedaille. Bei den Olympischen Spielen in Tokio schied Egutidze gegen den Österreicher Shamil Borchashvili aus.